# جورج غوسدورف
جورج غوسدورف (بالفرنسية: Georges Gusdorf)‏ هو فيلسوف وإبستمولوجي فرنسي (1912-2000). كان تلميذ غاستون باشلار في المدرسة العليا للأساتذة في باريس. وعمل مدرّساً في جامعة تكساس الأميركية في هيوستن, وفي مدرسة الدراسات العليا في منتريال بكندا.
مؤلفاته:
اكتشاف الذات 1948-
التجربة الإنسانية للتضحية 1948-
بحث في الوجود الأخلاقي 1949-
ذاكرة وإنسان 1951-
الخطاب 1952-
الأسطورة والميتافيزيقا 1953-
بحث في الميتافيزيقا 1956-
العلم والإيمان في منتصف القرن العشرين 1956-
فضيلة القوة 1957-
مدخل إلى العلوم الإنسانية 1960-
حوار مع الطبيب 1962-
الدلالة الإنسانية للحرية 1962-
كيركغارد 1963-
لماذا أساتذة؟ نحو تربية التربية 1963-
الجامعة في سؤال 1964-
علوم الإنسان هي علوم إنسانية 1967-
عيد العنصرة بلا الروح القدس 1968-
علوم الإنسان هل هي علوم إنسانية؟ 1976-
ثورات فرنسا وأميركا: من العنف إلى الحكمة 1988-
حبْل النجاة 1991(جزآن): كتابات الأنا / سيرة ذاتية-
غسق الأوهام: ذكريات غير مرغوب بها 2002-
مجموعة: العلوم الإنسانية والفكر الغربي-
1- من تاريخ العلوم إلى تاريخ الفكر 1966-
2-أصول العلوم الإنسانية 1967-
3-الثورة الغاليلية 1969(جزآن)-
4-مبادئ الفكر في عصر الأنوار 1971-
5-الله,الإنسان,الطبيعة في عصر الأنوار 1972-
6-مجيء العلوم الإنسانية في عصر الأنوار 1973-
7-مولد الوعي الرومنتيكي في عصر الأنوار 1976-
8-الوعي الثوري. الأيديولوجيون 1978-
9-أسس المعرفة الرومنتيكية 1982-
10-المعرفة الرومنتيكية: من العدم إلى الله 1983-
11-الإنسان الرومنتيكي 1984-
12-المعرفة الرومنتيكية للطبيعة 1985-
13- أصول الهرمنطيقا 1988
```
[
2
]
```